# 1.ª etapa da Volta a Espanha de 2019
A 1.ª etapa da Volta a Espanha de 2019 teve lugar a 24 de agosto de 2019 e consistiu numa contrarrelógio por equipas em Torrevieja sobre um percurso de 13,4 km. A etapa foi vencida pela equipa cazaque Astana Pro Team. O colombiano Miguel Ángel López, ao ser o primeiro ciclista da equipa a cruzar a linha de meta, se converteu no primeiro líder da carreira.

## Classificação da etapa
| \| Classificação por etapas \| Classificação por etapas \| Classificação por etapas \| Classificação por etapas \| Classificação por etapas \| Classificação por etapas \| \| Equipe \| Equipe \| Tempo \| Intervalo de tempo \| Rapidez \| \| \| ------------------------ \| ------------------------ \| ------------------------ \| ------------------------ \| ------------------------ \| ------------------------ \| \| 1. \| Astana \| 14m51s \| 0s \| 54.141 km/h \| \| \| 2. \| Deceuninck-Quick Step \| 14m53s \| + 2s \| 54.020 km/h \| \| \| 3. \| Team Sunweb \| 14m56s \| + 5s \| 53.839 km/h \| \| \| 4. \| EF Education First \| 14m58s \| + 7s \| 53.719 km/h \| \| \| 5. \| Bora-hansgrohe \| 15m04s \| + 13s \| 53.363 km/h \| \| \| 6. \| CCC Team \| 15m06s \| + 15s \| 53.245 km/h \| \| \| 7. \| Movistar Team \| 15m07s \| + 16s \| 53.186 km/h \| \| \| 8. \| Groupama-FDJ \| 15m07s \| + 16s \| 53.186 km/h \| \| \| 9. \| Mitchelton-Scott \| 15m09s \| + 18s \| 53.069 km/h \| \| \| 10. \| Lotto Soudal \| 15m10s \| + 19s \| 53.011 km/h \| \| |                       |        |                    |             |
| |                       |        |                    |             |
| Fonte: ProCyclingStats |                       |        |                    |             |
| Classificação por etapas |                       |        |                    |             |
| Equipe | Equipe                | Tempo  | Intervalo de tempo | Rapidez     |
| 1. | Astana                | 14m51s | 0s                 | 54.141 km/h |
| 2. | Deceuninck-Quick Step | 14m53s | + 2s               | 54.020 km/h |
| 3. | Team Sunweb           | 14m56s | + 5s               | 53.839 km/h |
| 4. | EF Education First    | 14m58s | + 7s               | 53.719 km/h |
| 5. | Bora-hansgrohe        | 15m04s | + 13s              | 53.363 km/h |
| 6. | CCC Team              | 15m06s | + 15s              | 53.245 km/h |
| 7. | Movistar Team         | 15m07s | + 16s              | 53.186 km/h |
| 8. | Groupama-FDJ          | 15m07s | + 16s              | 53.186 km/h |
| 9. | Mitchelton-Scott      | 15m09s | + 18s              | 53.069 km/h |
| 10. | Lotto Soudal          | 15m10s | + 19s              | 53.011 km/h |

## Classificações ao final da etapa

### Classificação geral
| \| Classificação geral \| Classificação geral \| Classificação geral \| Classificação geral \| Classificação geral \| \| Ciclista \| Ciclista \| Equipe \| Tempo \| \| \| ------------------- \| ------------------- \| --------------------- \| ------------------- \| ------------------- \| \| 1. \| Miguel Ángel López \| Astana \| 14m51s \| \| \| 2. \| Dario Cataldo \| Astana \| + 0s \| \| \| 3. \| Jakob Fuglsang \| Astana \| + 0s \| \| \| 4. \| Ion Izagirre \| Astana \| + 0s \| \| \| 5. \| Luis León Sánchez \| Astana \| + 0s \| \| \| 6. \| Gorka Izagirre \| Astana \| + 0s \| \| \| 7. \| Philippe Gilbert \| Deceuninck-Quick Step \| + 2s \| \| \| 8. \| Fabio Jakobsen \| Deceuninck-Quick Step \| + 2s \| \| \| 9. \| Zdeněk Štybar \| Deceuninck-Quick Step \| + 2s \| \| \| 10. \| Maximiliano Richeze \| Deceuninck-Quick Step \| + 2s \| \| |                     |                       |        |
| |                     |                       |        |
| Fonte: ProCyclingStats |                     |                       |        |
| Classificação geral |                     |                       |        |
| Ciclista | Ciclista            | Equipe                | Tempo  |
| 1. | Miguel Ángel López  | Astana                | 14m51s |
| 2. | Dario Cataldo       | Astana                | + 0s   |
| 3. | Jakob Fuglsang      | Astana                | + 0s   |
| 4. | Ion Izagirre        | Astana                | + 0s   |
| 5. | Luis León Sánchez   | Astana                | + 0s   |
| 6. | Gorka Izagirre      | Astana                | + 0s   |
| 7. | Philippe Gilbert    | Deceuninck-Quick Step | + 2s   |
| 8. | Fabio Jakobsen      | Deceuninck-Quick Step | + 2s   |
| 9. | Zdeněk Štybar       | Deceuninck-Quick Step | + 2s   |
| 10. | Maximiliano Richeze | Deceuninck-Quick Step | + 2s   |

### Classificação por pontos
| Classificação por pontos | Classificação por pontos | Classificação por pontos | Classificação por pontos | Classificação por pontos |
| Ciclista                 | Ciclista                 | Equipe                   | Pontos                   |                          |
| ------------------------ | ------------------------ | ------------------------ | ------------------------ | ------------------------ |

### Classificação da montanha
| Classificação da montanha | Classificação da montanha | Classificação da montanha | Classificação da montanha | Classificação da montanha |
| Ciclista                  | Ciclista                  | Equipe                    | Pontos                    |                           |
| ------------------------- | ------------------------- | ------------------------- | ------------------------- | ------------------------- |

### Classificação da combinada
| Classificação de combinados | Classificação de combinados | Classificação de combinados | Classificação de combinados | Classificação de combinados |
| Ciclista                    | Ciclista                    | Equipe                      | Pontos                      |                             |
| --------------------------- | --------------------------- | --------------------------- | --------------------------- | --------------------------- |

### Classificação dos jovens
| Classificação dos jovens | Classificação dos jovens | Classificação dos jovens | Classificação dos jovens | Classificação dos jovens |
| Ciclista                 | Ciclista                 | Equipe                   | Tempo                    |                          |
| ------------------------ | ------------------------ | ------------------------ | ------------------------ | ------------------------ |
| 1.                       | Miguel Ángel López       | Astana                   | 14h51m00s                |                          |
| 2.                       | Fabio Jakobsen           | Deceuninck-Quick Step    | + 2s                     |                          |
| 3.                       | James Knox               | Deceuninck-Quick Step    | + 2s                     |                          |
| 4.                       | Rémi Cavagna             | Deceuninck-Quick Step    | + 3s                     |                          |
| 5.                       | Casper Pedersen          | Team Sunweb              | + 5s                     |                          |
| 6.                       | Robert Power             | Team Sunweb              | + 6s                     |                          |
| 7.                       | Hugh Carthy              | EF Education First       | + 7s                     |                          |
| 8.                       | Sergio Higuita           | EF Education First       | + 7s                     |                          |
| 9.                       | Daniel Felipe Martínez   | EF Education First       | + 7s                     |                          |
| 10.                      | Gregor Mühlberger        | Bora-Hansgrohe           | + 13s                    |                          |

### Classificação por equipas
| Classificação por equipes | Classificação por equipes | Classificação por equipes | Classificação por equipes |
| Equipe                    | Equipe                    | Tempo                     |                           |
| ------------------------- | ------------------------- | ------------------------- | ------------------------- |
| 1.                        | Astana                    | 14m51s                    |                           |
| 2.                        | Deceuninck-Quick Step     | + 2s                      |                           |
| 3.                        | Team Sunweb               | + 5s                      |                           |
| 4.                        | EF Education First        | + 7s                      |                           |
| 5.                        | Bora-hansgrohe            | + 13s                     |                           |
| 6.                        | CCC Team                  | + 15s                     |                           |
| 7.                        | Movistar Team             | + 16s                     |                           |
| 8.                        | Groupama-FDJ              | + 16s                     |                           |
| 9.                        | Mitchelton-Scott          | + 18s                     |                           |
| 10.                       | Lotto Soudal              | + 19s                     |                           |

## Abandonos
Nenhum.